# Artiofabula
Artiofabula é um clado pertencente ao grupo taxonómico dos Cetartiodactyla proposto por Waddel, Okada e Hasegawa em 1999, e que inclui os clados Suidae e Cetruminantia. Inclui, assim, os ruminantes, os hipopótamos e os cetáceos (baleias e golfinhos).